# NGC 1591
NGC 1591 (również PGC 15276) – galaktyka spiralna z poprzeczką (SBab), znajdująca się w gwiazdozbiorze Erydanu. Została ona odkryta 6 listopada 1834 roku przez Johna Herschela.
W galaktyce tej zaobserwowano supernową SN 2008V.